# サラ・ソリベス・トルモ
サラ・ソリベス・トルモ（Sara Sorribes Tormo, スペイン語発音: [ˈsaɾa soˈriβes ˈtoɾmo], 1996年10月8日 - ）は、スペインの女子プロテニス選手。バレンシア州カステリョン県ラ・ヴァイ・ドゥイショー出身。WTAツアーでシングルス2勝・ダブルス5勝を挙げている。身長176cm。右利き、バックハンド・ストロークは両手打ち。WTAランキング最高位はシングルス32位、ダブルス17位。2024年パリオリンピック女子ダブルス銅メダリスト。

## 経歴
2012年3月にはスペインのマドリードで開催されたITF女子サーキットのシングルスで優勝し、同レベルでの初優勝を飾った。2012年にはITF女子サーキットのシングルスで4勝を挙げている。
2014年にはベルギーのウェスト＝フランデレン州ウェステンデで開催されたITF女子サーキットのシングルスで優勝した。過去の4勝はいずれも自国開催のクレーコート大会であり、他国開催での優勝、ハードコートでの優勝は初めてだった。
2015年にブラジルのリオデジャネイロで開催されたリオ・オープンのシングルスでWTAツアーデビューした。
2016年2月にはブラジルのサンパウロで開催されたITFサーキットのシングルスで優勝し、2016年6月にはドイツのエッセンで開催されたITFサーキットのシングルスで優勝した。いずれもクレーコート大会だった。

### 2017年
2017年4月にはコロンビアのボゴタで開催されたクラロ・コルサニータス・カップのシングルスでベスト4となった。

### 2018年
2018年4月にはメキシコのモンテレイで開催されたモンテレイ・オープンの女子ダブルスに出場し、イギリスのナオミ・ブローディと組んで優勝した。ソリベス・トルモにとってもブローディにとってもWTAツアー初優勝となった。2018年7月30日にはダブルスのWTAランキングが自己最高位の62位となった。

### 2019年
2019年5月にはモロッコのラバトで開催されたSARラ・プリンセス・ラーラ・メリヤム・グランプリの女子ダブルスに出場し、同胞のマリア・ホセ・マルティネス・サンチェスと組んで優勝した。2019年6月10日にはシングルスのWTAランキングが自己最高位の64位となった。2019年6月にはスペインのサンタ・ポンサで開催されたマヨルカ・オープンの女子ダブルスに出場し、マリア・ホセ・マルティネス・サンチェスと組んで準優勝した。

### 2021年
2021年のWTA1000大会であるマイアミ・オープンではベスト8となった。1回戦でアメリカ合衆国のベルナルダ・ペラに勝利し、2回戦で第13シードであるアメリカ合衆国のジェニファー・ブレイディに勝利し、3回戦で第21シードであるカザフスタンのエレーナ・リバキナに勝利し、4回戦で第27シードであるオンス・ジャバーに勝利したが、準々決勝で第8シードであるカナダのビアンカ・アンドレースクに敗れた。
2021年のWTA1000大会であるナショナル・バンク・オープンではベスト8となった。1回戦でカナダのキャロル・ジャオに勝利し、2回戦でロシアのリュドミラ・サムソノワに勝利し、3回戦でチェコのカテリナ・シニアコバに勝利し、準々決勝で第4シードであるチェコのカロリナ・プリスコバに敗れた。
2021年7月に開催された東京オリンピックのテニス競技では女子シングルス・女子ダブルスの2種目に出場した。女子シングルスの1回戦では第1シードであるオーストラリアのアシュリー・バーティに勝利し、2回戦ではフランスのフィオナ・フェロに勝利し、3回戦ではロシアのアナスタシア・パブリュチェンコワに敗れた。女子ダブルスではパウラ・バドサとペアを組み、1回戦ではメキシコのジュリアーナ・オルモスとレナタ・サラスア組に勝利したが、2回戦で第1シードでもあるチェコのバルボラ・クレイチコバとカテリナ・シニアコバ組に敗れた。
2021年全米オープン女子シングルスでは、1回戦で第22シードであるカロリナ・ムホバに勝利し、2回戦で謝淑薇に勝利したが、3回戦でエマ・ラドゥカヌに敗れた。

### 2022年
2022年全豪オープン女子ダブルスには、キルステン・フリプケンスと組んでノーシードで出場した。2回戦で第6シードのガブリエラ・ダブロウスキーとジュリアーナ・オルモス組を倒すなどし、準々決勝で第3シードのベロニカ・クデルメトワとエリーズ・メルテンス組に敗れた。ベスト8という結果はグランドスラムのダブルスにおける自己最高成績となった。2022年2月7日にはシングルスのWTAランキングで自己最高位の32位を記録した。
2022年全米オープン女子ダブルスにも、キルステン・フリプケンスと組んでノーシードで出場した。2回戦で第1シードのベロニカ・クデルメトワとエリーズ・メルテンス組に勝利し、全豪オープンの雪辱を果たした。準々決勝で第10シードのニコール・メリチャーとエレン・ペレス組に敗れたが、同一シーズンのグランドスラムで2度のベスト8を果たした。

### 2023年
2022年10月から約6か月に渡って活動を休止し、2023年5月22日にはシングルスのWTAランキングが132位にまで落ちこんだ。2023年全仏オープンにはプロテクトランキングを使って出場し、1回戦でワイルドカードのクララ・ビュレルを、2回戦でペトラ・マルティッチを破り、3回戦は第4シードのエレーナ・リバキナが試合前に棄権したことで不戦勝となった。4回戦では第14シードのベアトリス・ハダッド・マイアに敗れたが、ベスト16という結果はグランドスラムのシングルスにおける自己最高成績となった。

#### 2024年
WTA1000トーナメントに位置づけられる2024年5月のムチュア・マドリード・オープンでは、同胞のクリスティーナ・ブクサと組んでダブルスに出場し、決勝ではバルボラ・クレイチコバとラウラ・シグムントのペアに勝利して優勝した。
2024年7月の2024年パリオリンピックのシングルスでは1回戦で第9シードのバルボラ・クレイチコバに敗れた。クリスティーナ・ブクサと組んだダブルスには第8シードとして出場し、準決勝ではミラ・アンドレーワとディアナ・シュナイダーのペアに敗れたが、3位決定戦ではカロリナ・ムホバとリンダ・ノスコワのペアを破って銅メダルを獲得した。

## WTAツアー決勝進出結果

### シングルス: 2回（2勝0敗）
| 大会グレード         |
| -------------------- |
| グランドスラム (0–0) |
| WTA1000 (0–0)        |
| WTA500 (0–0)         |
| WTA250 (2-0)         |

| 結果 | 決勝日    | 大会                               | サーフェス | 対戦相手                       | スコア        |
| ---- | --------- | ---------------------------------- | ---------- | ------------------------------ | ------------- |
| 勝利 | 2021年3月 | アビエルト・サポパン               | ハード     | ウージニー・ブシャール         | 6–2, 7–5      |
| 勝利 | 2023年8月 | クリーブランド・チャンピオンシップ | ハード     | エカテリーナ・アレクサンドロワ | 3–6, 6–4, 6–4 |

### ダブルス: 6回（5勝1敗）
| 大会グレード         |
| -------------------- |
| グランドスラム (0–0) |
| WTA1000 (2–0)        |
| WTA500 (0–0)         |
| WTA250 (3-1)         |

| 結果 | 決勝日     | 大会                   | サーフェス | パートナー                             | 対戦相手                                            | スコア           |
| ---- | ---------- | ---------------------- | ---------- | -------------------------------------- | --------------------------------------------------- | ---------------- |
| 勝利 | 2018年4月  | モンテレイ・オープン   | ハード     | ナオミ・ブローディ                     | デシラエ・クラウチェク ジュリアーナ・オルモス       | 3–6, 6–4, [10–8] |
| 勝利 | 2019年5月  | モロッコ・オープン     | クレー     | マリア・ホセ・マルティネス・サンチェス | ヘオルヒナ・ガルシア・ペレス オクサナ・カラシニコワ | 7–5, 6–1         |
| 敗北 | 2019年6月  | マヨルカ・オープン     | クレー     | マリア・ホセ・マルティネス・サンチェス | キルステン・フリプケンス ヨハンナ・ラーション       | 2–6, 4–6         |
| 勝利 | 2022年4月  | イスタンブール・カップ | クレー     | マリー・ボウズコバ                     | ナテラ・ザラミズ カミラ・ラヒモワ                   | 6–3, 6–4         |
| 勝利 | 2023年10月 | チャイナ・オープン     | ハード     | マリー・ボウズコバ                     | 詹皓晴 ジュリアーナ・オルモス                       | 3–6, 6–0, [10–4] |
| 勝利 | 2024年5月  | マドリード・オープン   | クレー     | クリスティーナ・ブクサ                 | バルボラ・クレチコバ ラウラ・シグムンド             | 6–0, 6–2         |

## 4大大会成績
略語の説明
| W | F | SF | QF | #R | RR | Q# | LQ | A | Z# | PO | G | S | B | NMS | P | NH |

W=優勝, F=準優勝, SF=ベスト4, QF=ベスト8, #R=#回戦敗退, RR=ラウンドロビン敗退, Q#=予選#回戦敗退, LQ=予選敗退, A=大会不参加, Z#=デビスカップ/BJKカップ地域ゾーン, PO=デビスカップ/BJKカッププレーオフ, G=オリンピック金メダル, S=オリンピック銀メダル, B=オリンピック銅メダル, NMS=マスターズシリーズから降格, P=開催延期, NH=開催なし.

### シングルス
| 大会           | 2012 | 2013 | 2014 | 2015 | 2016 | 2017 | 2018 | 2019 | 2020 | 2021 | 2022 | 2023 | 2024 |
| -------------- | ---- | ---- | ---- | ---- | ---- | ---- | ---- | ---- | ---- | ---- | ---- | ---- | ---- |
| 全豪オープン   | A    | A    | A    | A    | Q2   | 1R   | A    | 1R   | 2R   | 1R   | 2R   | A    | 1R   |
| 全仏オープン   | A    | A    | A    | Q1   | 1R   | 1R   | Q2   | 2R   | 1R   | 1R   | A    | 4R   | 1R   |
| ウィンブルドン | A    | A    | A    | Q2   | Q1   | 1R   | 2R   | 1R   | NH   | 2R   | 2R   | 2R   | 1R   |
| 全米オープン   | A    | A    | A    | A    | Q3   | 1R   | 1R   | 1R   | 2R   | 3R   | 1R   | 2R   |      |

### ダブルス
| 大会           | 2017 | 2018 | 2019 | 2020 | 2021 | 2022 | 2023 | 2024 |
| -------------- | ---- | ---- | ---- | ---- | ---- | ---- | ---- | ---- |
| 全豪オープン   | A    | A    | A    | 2R   | 1R   | QF   | A    | 1R   |
| 全仏オープン   | A    | 3R   | 2R   | A    | 1R   | A    | QF   | 2R   |
| ウィンブルドン | A    | 1R   | A    | NH   | 2R   | 3R   | SF   | 2R   |
| 全米オープン   | 3R   | 1R   | 3R   | 1R   | A    | QF   | 1R   |      |